# Vallisneria

## Ce găsiți în acest articol:

### Ce este Vallisneria și pentru ce se utilizează
Soiurile Vallisneria sunt o specie de plante de acvariu populare datorită asemănării cu iarba de mare, dar si ritmului de creșterie rapidă și gradului redus de îngrijire.

### Ce trebuie să știți înainte să cumpărați Vallisneria
Pot atinge înălțimi de la câțiva centimetri si până peste partea superioară a acvariului, iar frunzele înalte inalte reprezinta o ascunzătoare excelentă pentru peștii timizi. Datorită înălțimilor pe care le poate atinge, Vallisneria este în cea mai mare parte o plantă de fundal și se recomanda plantarea ei în partea din spate a acvariului. Înainte de a cumpăra, aruncați o privire atentă asupra plantei sau a recenziilor celor ce dețin deja soiul respectiv.

### Cum să plantați Vallisneria
Plantarea este destul de simplă. Pur și simplu introduceți plantă în substrat și, dacă are deja sistemele radiculare extinse, asigurați-vă că le acoperiți, fără însă a le îngropa complet. Suplimentul de fier este foarte apreciat de această plantă, și este recomandată folosirea în substratul din apropiere a tabletelor ce conțin fier, pe care le puteți poziționa cât mai aproape de rădăcină, imediat după plantare.
Dacă întâmpinați probleme legate de dezrădăcinarea plantei și plutirea înapoi la suprafață în primele zile, plasarea câtorva pietre în jurul ei pentru a menține rădăcinile in substrat poate fi o idee bună. Asigurați-vă întotdeauna că nu le plantați prea adânc! Dacă îngropați și partea mai deschisă la culoare din partea de jos a frunzelor, cunoscută sub numele de coroană, este posibil să le pierdeți după un timp.

### Cum se îngrijește Vallisneria
Așa cum am menționat anterior, îngrijirea plantei Vallisneria nu este deloc dificilă. De fapt, această specie se află pe lista celor mai ușoare opt plante de acvariu și poate supraviețui în aproape orice condiții în acvariile noastre tropicale. Iluminarea suplimentară și CO2-ul nu sunt neapărat necesare, deși - la fel ca în cazul tuturor plantelor de acvariu, acestea sunt apreciate.
Important de reținut este faptul că Vallisneria nu pare să aprecieze apele moi și acide și va crește încet sau chiar va muri complet când pH-ul apei se apropie de 6. Apele mai dure, alcaline, la fel ca și cele recomandate pentru un acvariu destinat guppy-lor, sunt ideale.
Odată ce Vallisneria voastră s-a adaptat în noua casă, ar trebui deja să începeți să observați creșterea. Planta mamă ar trebui să crească în înălțime și, după un timp, va începe, de asemenea, să se înmulțească, trimițând noi lăstari în toate direcțiile. Odată ce acești lăstari au dezvoltat câteva frunze și un sistem propriu de rădăcini, îi puteți tăia și replanta. Dacă descoperiți că plantele devin puțin prea înalte și dense, le puteți subția îndepărtând câteva frunze sau lăstari. De asemenea, puteți tăia frunzele individual cu o pereche de foarfece ascuțite pentru acvariu; asigurați-vă însă că nu deteriorați frunza. Dacă o frunză este acoperită de alge sau pare să moară, o puteți îndepărta pur și simplu.
Când vine vorba de colegi de acvariu, Vallisneria va rezista aproape cu orice. Deși poate cădea pradă carașilor aurii sau a unor anumite soiuri mari de raci, datorită sistemelor radiculare mari pe care le dezvoltă, este de fapt una dintre singurele specii de plante care pot fi păstrate într-un acavariu cu ciclide africane cu șanse de succes rezonabile.

### Dacă Vallisneria voastră nu merge prea bine
Deși Vallisneria nu este o plantă dificil de crescut, mulți acvariști întâmpină unele probleme. Dacă descoperiți că Vallisneria voastră nu merge prea bine, se poate datora uneia dintre următoarele probleme:
1. Plantarea prea adânc: coroana, vârfurile dar și sistemul de rădăcini ale plantei trebuie lăsate la vedere.
2. Deficiență de fier: dacă frunzele noi sunt palide și albe, tabletele de fertilizanți pentru rădăcină menționate anterior ar putea ajuta.
3. Utilizarea inconstantă a Co2-ului lichid: se raportează uneori că dozarea lichidului de Co2 poate determina topirea Vallisneriei. Acest lucru ar trebui prevenit printr-o doză stabilă și nu prin utilizarea dioxidului de carbon în sistem off și on!
4. Lipsa nitraților: creșterea slabă a Vallisnereia poate fi cauzată de lipsa de nitrați din apă. Un fertilizant ar trebui să ajute la remedierea acestui lucru.

### Cum cumpăram Vallisneria:
Procurarea acestei plante nu ar trebui să fie o provocare prea mare. Majoritatea magazinelor de acvaristică au pe stoc întotdeauna cele mai populare tipuri de plante, cum ar fi Vallisneria spiralis și gigantea. Le puteți - desigur - găsi și online! Personal, îmi amintesc de faptul că întotdeauna am avut o grămadă de prieteni acvariști, și întotdeauna apelam unul la celălalt pentru procurarea acestei plante, tocmai datorită faptului că Vallisneria se înmulțește ușor, rapid, și uneori poate deveni invazivă în acvariile noastre.
Când alegeți Vallisneria, asigurați-vă că țineți cont de dimensiunea acvariului și de aspectul pe care îl urmăriți. Vallisneria spiralis, Vallisneria nana și Vallisneria tortifolia cu frunze răsucite (cunoscută și sub denumirea de tirbușon) vor rămâne relativ mici și ar trebui să meargă bine în acvarii de cel puțin 35 de litri. Vallisneria gigantea însă este o poveste cu totul diferită, aceasta poate crește până la 75 de cm sau chiar mai mult. Așadar pentru acest tip de Vallisneria este nevoie desigur de acvarii mult mai mari.
La fel ca în cazul multor specii de plante, există o oarecare confuzie în ceea ce privește Vallisneria. Acestea cresc diferit în diferite condiții, ceea ce face uneori foarte dificil să se facă distincția între soiuri.